# Fotografija
Fotografija (stgrč. φωτός phōtós, “svjetla”, genitiv; γράφω gráphō, "pišem" = pisanje svjetlom) je tehnika kemijskog ili digitalnog elektroničkog zapisivanja prizora iz stvarnosti na sloju materijala koji je osjetljiv na zračenje koje na nj pada, a uobičajeno se misli na svjetlost iako se može raditi o bilo kojoj vrsti zračenja. Riječ svjetlopis prije se upotrebljavala za pojedinačnu fotografsku snimku.
Kolokvijalno, fotografija je način zabilježavanja događaja, stvari, likovnih elemanata, kao i svijeta oko nas uz pomoć leće i svjetlosti. Fotografija je vizualna umjetnost pa kao takva pripada grani likovnih umjetnosti gdje fotograf (autor umjetničkog djela, umjetnik) uz pomoć svoga znanja te fotokamere bilježi svijet oko sebe i prezentira ga javnosti.  Postoji više grana fotografije: dokumentarna fotografija, umjetnička fotografija, portretna, mrtva priroda, reklamna i dr.

## Fotoaparati
Camera obscura (lat. 'mračna komora' ili 'zamračena prostorija') jest kutija (svjetlonepropusna opna bilo kakva oblika) čije unutrašnje plohe ne dopuštaju odraz svjetlosnih zraka (moraju biti obojene crnom mat bojom ili još bolje, prekrivene crnim filcom). Na stijenki kutije izbušena je rup(ic)a. Kroz taj sitan otvor ("mlaznicu svjetla") svjetlosne zrake izvana, ulaze u mračnu komoru i projiciraju sliku motiva pred kamerom po čitavoj unutrašnjosti komore. Ako se u mračnu komoru stavi fotoosjetljiva ploha, tj. list materijala koji je osjetljiv na svjetlo, a koji može biti kemijski (npr. "fotografski film" ili "foto papir") ili digitalni ("senzor"), može se napraviti snimka motiva. 
- kontinuirana dubinska oštrina (svi detalji motiva su jednako "oštri" bez obzira na udaljenost motiva od kamere ili projekcionog zaslona od rupe-objektiva) koja omogućava snimanjene samo na ravni projekcioni zaslon nego i na projekcione zaslone valjkaste, sferne ili bilo kojeg oblika! Projekciju kontinuirane oštrine na cilindričnu plohu daje samo rupa-objektiv.
- kompresija vremena (pokretni detalji motiva ostaju ili potpuno nesnimljeni ili pak zabilježeni tek kao nakupina svjetlosnih titraja, zbog dužine trajanja ekspozicije jer kroz rup(ic)u-objektiv prolazi veoma malo svjetlosti, a nepokretni detalji ostaju jasno zabilježeni)
- širok raspon kadra ("kutova snimanja" koji ovise o formatu na koji se snima i udaljenosti rup(ic)e-objektiva od formata na koji se snima mogu biti veoma široki. Praktička ograničenja veličine kamere i snimke koju snima određeni su veličinama nabavljivih materijala)
- egzaktna perspektivna projekcija (kada se motiv snima na potpuno ravnu fotoosjetljivu plohu svi pravci iz prostora projiciraju se na ravninu kao pravci)
- potpuna propusnost svjetlosti svih valnih dužina (rupa-objektiv mračne komore propušta i one valne duljine elektromagnetskog zračenja koje ne prolaze kroz staklo, npr. ultraljubičasto zračenje)

Mračna komora osnova je za sve današnje kamere (foto aparate, kino, video, ili digaitalne kamere) štoviše, ona postoji u svim suvremenim kamerama, a predstavlja prostor između objektiva (otvora sa sustavom leća, kojim je zamijenjena rupica) i fotoosjetljive plohe na koju se snima. Plohe tog prostora suvremenih kamera ne smiju održavati svjetlosne zrake.
Skup leća (objektiv) fokusira (izoštrava) projekciju motiva na plohu snimanja, kao uvećavanu ili smanjenu sliku motiva pred objektivom.
Osim ovog, postoje i drugi načini kako se mogu dobiti fotografske slike, kao fotogrami ili rayografije (prema fotografu Man Rayu, koji se često služio tom metodom ) ili fotokopije (xerografije). Rayografija se radi tako da se u tamnoj komori (zamračenoj sobi) direktno na fotoosjetljivi sloj kao motiv stave neki predmeti, a zatim osvijetle pa sliku (Rayogram) tvore sjene motiva kao i odrazi svjetla s motiva. Neki autori Rayograme nazivaju fotogrami ili kemogrami (Ž.Jerman) iako bi fotokemogram bio naispravniji naziv jer svojom širinom obuhvaća stvaranje svake fotografske slike na podlozi. Za fotokopije (xerografije) ili kontaktne kopije snimki (negativa) u anglosaksonskom govornom području ustaljen je naziv fotogram.
Većina fotografskih aparata ima mogućnost namještanja sljedećih vrijednosti:
- fokus (kojim se izoštrava projekcija motiva što je na nekoj udaljenosti od objektiva),
- blenda (otvorenost objektiva, što je veći otvor blende na fotoosjetljivi sloj pada više svjetla)
- ekspozicija (trajanje propuštanja svjetla kroz objektiv, što je dulja ekspozicija na film pada više svjetla).

Osim toga, fotograf može odabrati:
- objektive raznih žarišnih duljina (ovisno o tome kakvo uvećanje motiva se želi dobiti na snimci) i
- filmove različite osjetljivosti (kojom je određena količina svjetla potrebnog da bi neki motiv bio snimljen dovoljno osvjetljeno).
- različite filtere (polarizator, filtere neutralne gustoće, filtere u boji za selektivno propuštanje svjetla, itd.)

Jeftini aparati nemaju mogućnost mijenjanja (nekih ili svih) navedenih vrijednosti, a oni obični automatski (tzv. "idiot-kamere") ugrađenim mikroprocesorom sami procjenjuju najbolju kombinaciju traženih vrijednosti za uspješnu snimku.
Motiv je dobro "fokusiran" ako se na snimci vidi jasno (tj. "oštro" sa što više detalja). Ako je motiv dalji ili bliži od podešene udaljenosti snimanja on postaje mutniji ("neoštar") i razgovjetno je vidljivo sve manje njegovih detalja. Radi se o dubinskoj oštrini snimke. Ako je "fokusiran" motiv u prednjem planu, tada će pozadina motiva motiva biti neoštra (i obrnuto, "fokusiranom" pozadinom dobit će se neoštru snimku motiva u prednjem planu). Ako se želi dobiti oštru snimku motiva u prednjem i stražnjem planu tada treba smanjiti otvor blende, no tada treba produžiti i trajanje ekspozicije proporcionalno smanjenju otvora blende. Ove vrijednosti su međusobno ovisne, a kod boljih fotoaparata automatski se usklađuju. Treba međutim napomenuti da će dinamički (pokretni) motivi produženjem trajanja ekspozicije biti snimljeni u pomaku ("razmazano").

## Povijest fotografije
Preteča fotografije je tzv. "camera obscura" (već opisana u prethodnom odjeljku) koju su primjenjivali slikari pejzaža i portretisti sve do devetnaestog stoljeća. Problem s ranom fotografijom bio je pronaći metodu zadržavanja slike u mediju bez potrebe crtanja obrisa. Iako se poznavalo tvari koje su u doticaju sa svjetlom mijenjale boju i koje bi onda u kombinaciji s mračnom komorom davale fotografije, one nisu bile trajne.
Problem je 1825. riješio Nicéphore Niepce. Njegova metoda zahtijevala je višesatnu ekspoziciju uz jaku dnevnu Sunčevu svjetlost. Ipak, njegova metoda se nije pokazala najboljom pa je u partnerstvu s pariškim slikarem Jacques Daguerreom pokrenuo istraživanje nove metode. 1833. godine Niepce je umro, a Daguerre je sam nastavio s istraživanjima. 
1839. Jacques Daguerre najavio je da je pronašao način kako proizvesti permanentni pozitiv. Taj je izum nazvan dagerotipija, a francuska je vlada izum odmah otkupila i ponudila svima zainteresiranim mogućnost da se bave fotografijom i dalje ju razvijaju. Daguerre i Niepceov unuk su zauzvrat dobili doživotnu rentu.
Istovremeno je u Engleskoj William Fox Talbot otkrio drugi postupak, nazvan kalotipija, ali je otkriće držao u tajnosti. Za razliku od dagerotipije, rezultat kalotipije je bio negativ iz kojeg se je moglo proizvesti neodređen broj pozitiva. Talbot je svoje otkriće patentirao što je uvelike limitiralo razvoj i popularnost te metode.
U sljedećih nekoliko desetljeća fotografi su umnogome unaprijedili cijeli postupak, ali vjerojatno najbitniji pomak je učinio George Eastman koji je izumio fotografski film, tj. tanku prozirnu traku s fotoosjetljivim slojem. Prvi aparati koje je proizveo u svojoj tvrtci Kodak su imali ugrađen film, a nakon što bi se potrošila rola filma - cijeli fotoaparat bi se vraćao u Kodak, a oni bi film razvili, napravili pozitive i vratili aparat vlasniku zajedno s fotografijama i novom rolom filma. Kasnije, varijante fotoaparata su omogućavale vlasniku da i sam mijenja film i razvija fotografije.
1925. godine na tržište je puštena 35milimetarska Leica - aparat čija je rola filma bila široka 35 mm, što je bilo puno manje od svih dotadašnjih (velikoformatnih) aparata. Leica je snimala fotografije čije su stranice (najčešće) imale omjer 2:3, što je od tada postao standard. 
Sljedeći veći tehnološki korak je bila fotografija u boji. Samo po sebi to nije bilo revolucionarno otkriće, jer bilo je nekoliko više ili manje uspješnih eksperimenata s bojom tokom devetnaestog stoljeća. Prvi moderni film u boji, Kodachrome, pušten je u masovnu proizvodnju 1935. godine. Ipak, tek je u zadnjih nekoliko desetljeća prošlog stoljeća film u boji postao popularan među amaterima i profesionalcima.

## Pojava digitalne fotografije
Tradicionalna fotografija sputavala je fotografe koji su radili daleko na terenu (naročito novinarske dopisnike), a u blizini nisu imali laboratorij za razvijanje filma. Kako je televizija sve više napredovala i pružala sve veću konkurenciju, fotografije su se sve brže morale dostavljati u novine. Fotoreporteri na udaljenijim lokacijama nosili su sa sobom minijaturni foto-laboratorij; također i neka sredstva prenošenja slike preko telefonskih žica.
1981. Sony je otkrio prvu kameru koja je rabila CCD i koja nije trebala film - Sony Mavica. Mavica je spremala slike na disk, ali prikazivale su se na televiziji. Zato se kamera ne može nazvati potpuno digitalnom.
1988. [Prva prava digitalna kamera bila je Fuji DS-1P iz 1988.]
1990. Kodak je prikazao javnosti DCS 100 - prvu komercijalno dostupnu digitalnu kameru. Zbog visoke cijene nije se upotrebljavala nigdje osim u novinarstvu i za profesionalnu upotrebu. Ipak, to je značilo rođenje komercijalne digitalne fotografije.

## Fotografske tehnike
U svojoj skoro dvjestogodišnjoj povijesti ova je grana umjetnosti zainteresirala mnoge kreativne pojedince i dala im dar zaustavljanja vremena, radi kasnijeg prisjećanja na značajna mjesta, ljude i događaje. Zahvaljujući čovjekovoj vječnoj potrebi za napredovanjem, s vremenom su se fotografi prestali zadovoljavati jednostavnim, shematskim portretima i dokumentarističkim pristupom fotografiranju. Tako su, vjerojatno inspirirani slikarstvom, započeli novu vrstu umjetnosti – umjetničku fotografiju.
Za različite izražaje potrebne su različite tehnike fotografiranja. Služeći se mogućnostima fotoaparata i vlastitom vještinom, fotograf može naoko jednostavan i beživotan kadar pretvoriti u umjetničko djelo usporedivo s tvorevinama velikih majstora slikarstva ili kiparstva. 
Neke od tehnika koje fotografija dijeli sa slikarstvom su:
- Pravilo zlatne sredine je pravilo kadriranja koje se unatoč svom nazivu zasniva na geometrijskom rasporedu elemenata koji se ne bazira u središtu kadra. Naime, na dijagonalu kadra povlačimo visinu te time dobivamo tri područja u koja valja smjestiti zanimljive objekte, radi postizanja sklada.

- Pravilo trećine je pravilo kadriranja po kojemu pomoću dvije horizontalne i dvije vertikalne linije dijelimo kadar na vodoravne i okomite trećine. Tehniku su davno otkrili slikari, a primjenjuje se za naglašavanje određenih objekata na slici i/ili uravnoteživanje kompozicije.

- Uokvirivanje je metoda kojom se fotografirani objekt nastoji omeđiti homogenim sadržajem, što različitijim od samog objekta, kako bi se objekt u potpunosti izdvojio od ostatka fotografije.

- Stvaranje geometrijskih likova je metoda kojom fotografiju kadriramo na način da elementi čine prepoznatljive geometrijske likove, od kojih su najčešći trokut i krug jer najviše odskaču od samog oblika fotografije.

Kod fotografiranja portreta najčešće se primjenjuju tehnike:
- high-key (tehnika visokih tonova) podrazumijeva prevladavanje svijetlih tonova pri kojoj se detalji često izdvajaju jakim kontrastom.

- low-key (tehnika niskih tonova) podrazumijeva prevladavanje tamnih tonova

- close-up (tehnika krupnog plana) postiže vrlo dramatične rezultate naglašavajući najzanimljivije dijelove tijela (uglavnom lica) koji nose određenu poruku (ili samo dobro izgledaju)

- Silueta nastaje kada je svjetlost usmjerena od pozadine objekta prema objektivu aparata. Time se gube svi detalji modela i sva pažnja se usmjerava na oblik vanjskog obrisa.

U fotografiranju pokreta najčešće se rabe tehnike:
- panning je metoda fotografiranja objekta u pokretu pri kojoj se fotoaparat kreće usporedno s objektom, te tako stvara jak dojam kretanja zabilježavajući objekt oštrim, a njegovu okolinu zamućenom u pravcu kretanja objekta.

- 1st curtain (prednja svjetlosna zavjesa) je efekt dobiven aktiviranjem bljeskalice na početku duge ekspozicije kod kojega objekt na početku ekspozicije biva zabilježen oštro, a do kraja ekspozicije biva zamućen u pravcu kretanja.

- 2nd curtain (stražnja svjetlosna zavjesa) je efekt dobiven aktiviranjem bljeskalice na kraju duge ekspozicije kod kojega objekt tijekom ekspozicije biva zamućen u pravcu kretanja, a na kraju ekspozicije biva zabilježen oštro.

Kod fotografiranja krajolika najčešće se obraća pažnja na zlatnu svjetlost, odnosno vatreni Sunčev sjaj u ranim jutarnjim i kasnim večernjim minutama. Tada su sjene objekata duge i tamne, a osvjetljeni su dijelovi okupani toplim tonovima i ti čimbenici stvaraju oku vrlo ugodan ambijent.
- Panorama je fotografija koja prikazuje područje veće od onog što stane na fotografiju snimljenu objektivom srednje žarišne duljine. Stoga se za panoramsku fotografiju upotreblavaju super-široki objektivi ili se nekoliko fotografija spaja u jednu kojoj je širina višestruko veća nego visina.

- Makrofotografija je metoda fotografiranja uz pomoć posebnih objektiva s malom žarišnom duljinom i/ili dodatnih leća za povećavanje objekta fotografiranja. Takav način snimanja rezultira višestrukim uvećavanjem snimljenog objekta uz pregršt detalja od kojih se neki ne vide golim okom.
- Mikrofotografija je metoda koja kao objektiv koristi mikroskop koji projicira sliku na fotoosjetljivu površinu. Ova metoda je odigrala ključnu ulogu u razvoju mikrobiologije.
- 30-minutna ekspozicija Halleyjevog kometa snimljena 21. travnja 1910.Astrofotografija ima široku paletu subjekata: širokokutno snimanje noćnog neba, snimanje tamnih i difuznih objekata dubokog svemira, planetarnu astrofotografiju, Solarnu astrofotografiju. Ovisno o podvrsti, upotrebljavaju se različiti uređaji, često teleskop.
- Radiografija je metoda koja, zbog prirode ionizirajućeg zračenja kojeg koristi, mahom bilježi sjene predmeta koje padaju na zaslon. Izbor zračenja je širok: gama-zračenje, rentgensko zračenje, beta-zračenje, protonsko zračenje, neutrinsko zračenje, itd.

## Vanjske poveznice
- Fotografija Hrvatska tehnička enciklopedija, portal hrvatske tehničke baštine. LZMK